# Диродийпентаалюминий
Диродийпентаалюминий — бинарное неорганическое соединение
алюминия и родия
с формулой Al5Rh2,
кристаллы.

## Получение
- Спекание стехиометрических количеств чистых веществ:

{\displaystyle {\mathsf {5Al+2Rh\ {\xrightarrow {T}}\ Al_{5}Rh_{2}}}}

## Физические свойства
Диродийпентаалюминий образует кристаллы
гексагональной сингонии,
пространственная группа P 63/mmc,
параметры ячейки a = 0,7889 нм, c = 0,7853 нм, Z = 4,
структура типа дикобальтпентаалюминия Al5Co2
.
При температуре 1058°С происходит фазовый переход в структуру
кубической сингонии
пространственная группа P m3,
параметры ячейки a = 0,7680 нм, Z = 4
.